# Finlândia nos Jogos Olímpicos de Verão de 2004
A Finlândia competiu nos Jogos Olímpicos de Verão de 2004, em Atenas, na Grécia.

## Medalhistas

### Prata
- Tiro - Skeet masculino: Marko Kemppainen
- Luta greco-romana - 74 kg: Marko Yli-Hannuksela